# 施马伦塞
施马伦塞是德国石勒苏益格－荷尔斯泰因州的一个市镇。总面积8.68平方公里，总人口465人，其中男性231人，女性234人（2011年12月31日），人口密度54人/平方公里。